# عيد ناصر الرشيدي
```
عيد ناصر الرشيدي
 
لاعب كرة قدم
 
كويتي
 من مواليد 25 مايو 
1999م
 و يلعب حاليا في 
نادي القادسية الكويتي
.
[
1
]
```

## روابط خارجية
عيد الرشيدي على موقع كوووره